# Nummer 1-hits in de Billboard Hot 100 in 2011
Deze hits stonden in 2011 op nummer 1 in de Billboard Hot 100, de bekendste Amerikaanse hitlijst.
| Nummer | Datum        | Artiest                          | Titel                        |
| ------ | ------------ | -------------------------------- | ---------------------------- |
| 996    | 1 januari    | Katy Perry                       | Firework                     |
| 997    | 8 januari    | Bruno Mars                       | Grenade                      |
| 996    | 15 januari   | Katy Perry                       | Firework                     |
| 997    | 22 januari   | Bruno Mars                       | Grenade                      |
| 998    | 29 januari   | Britney Spears                   | Hold it against me           |
| 997    | 5 februari   | Bruno Mars                       | Grenade                      |
|        | 12 februari  | Bruno Mars                       | Grenade                      |
| 999    | 19 februari  | Wiz Khalifa                      | Black and yellow             |
| 1000   | 26 februari  | Lady Gaga                        | Born this way                |
|        | 5 maart      | Lady Gaga                        | Born this way                |
|        | 12 maart     | Lady Gaga                        | Born this way                |
|        | 19 maart     | Lady Gaga                        | Born this way                |
|        | 26 maart     | Lady Gaga                        | Born this way                |
|        | 2 april      | Lady Gaga                        | Born this way                |
| 1001   | 9 april      | Katy Perry & Kanye West          | E.T.                         |
|        | 16 april     | Katy Perry & Kanye West          | E.T.                         |
|        | 23 april     | Katy Perry & Kanye West          | E.T.                         |
| 1002   | 30 april     | Rihanna & Britney Spears         | S&M                          |
| 1001   | 7 mei        | Katy Perry & Kanye West          | E.T.                         |
|        | 14 mei       | Katy Perry & Kanye West          | E.T.                         |
| 1003   | 21 mei       | Adele                            | Rolling in the deep          |
|        | 28 mei       | Adele                            | Rolling in the deep          |
|        | 4 juni       | Adele                            | Rolling in the deep          |
|        | 11 juni      | Adele                            | Rolling in the deep          |
|        | 18 juni      | Adele                            | Rolling in the deep          |
|        | 25 juni      | Adele                            | Rolling in the deep          |
|        | 2 juli       | Adele                            | Rolling in the deep          |
| 1004   | 9 juli       | Pitbull, Ne-Yo, Afrojack & Nayer | Give me everything           |
| 1005   | 16 juli      | LMFAO, Lauren Bennett & GoonRock | Party rock anthem            |
|        | 23 juli      | LMFAO, Lauren Bennett & GoonRock | Party rock anthem            |
|        | 30 juli      | LMFAO, Lauren Bennett & GoonRock | Party rock anthem            |
|        | 6 augustus   | LMFAO, Lauren Bennett & GoonRock | Party rock anthem            |
|        | 13 augustus  | LMFAO, Lauren Bennett & GoonRock | Party rock anthem            |
|        | 20 augustus  | LMFAO, Lauren Bennett & GoonRock | Party rock anthem            |
| 1006   | 27 augustus  | Katy Perry                       | Last Friday night (T.G.I.F.) |
|        | 3 september  | Katy Perry                       | Last Friday night (T.G.I.F.) |
| 1007   | 10 september | Maroon 5 & Christina Aguilera    | Moves like Jagger            |
| 1008   | 17 september | Adele                            | Someone like you             |
| 1007   | 24 september | Maroon 5 & Christina Aguilera    | Moves like Jagger            |
|        | 1 oktober    | Maroon 5 & Christina Aguilera    | Moves like Jagger            |
|        | 8 oktober    | Maroon 5 & Christina Aguilera    | Moves like Jagger            |
| 1008   | 15 oktober   | Adele                            | Someone like you             |
|        | 22 oktober   | Adele                            | Someone like you             |
|        | 29 oktober   | Adele                            | Someone like you             |
|        | 5 november   | Adele                            | Someone like you             |
| 1009   | 12 november  | Rihanna & Calvin Harris          | We found love                |
|        | 19 november  | Rihanna & Calvin Harris          | We found love                |
|        | 26 november  | Rihanna & Calvin Harris          | We found love                |
|        | 3 december   | Rihanna & Calvin Harris          | We found love                |
|        | 10 december  | Rihanna & Calvin Harris          | We found love                |
|        | 17 december  | Rihanna & Calvin Harris          | We found love                |
|        | 24 december  | Rihanna & Calvin Harris          | We found love                |
|        | 31 december  | Rihanna & Calvin Harris          | We found love                |

1940 ·
1941 · 
1942 ·
1943 ·
1944 ·
1945 ·
1946 ·
1947 ·
1948 ·
1949 ·
1950 ·
1951 ·
1952 ·
1953 ·
1954 ·
1955 ·
1956 ·
1957 ·
1958 ·
1959 ·
1960 ·
1961 ·
1962 ·
1963 ·
1964 ·
1965 ·
1966 ·
1967 ·
1968 ·
1969 ·
1970 ·
1971 ·
1972 ·
1973 ·
1974 ·
1975 ·
1976 ·
1977 ·
1978 ·
1979 ·
1980 ·
1981 ·
1982 ·
1983 ·
1984 ·
1985 ·
1986 ·
1987 ·
1988 ·
1989 ·
1990 ·
1991 ·
1992 ·
1993 ·
1994 ·
1995 ·
1996 ·
1997 ·
1998 ·
1999 ·
2000 ·
2001 ·
2002 ·
2003 ·
2004 ·
2005 ·
2006 ·
2007 ·
2008 ·
2009 ·
2010 ·
2011 ·
2012 ·
2013 ·
2014 ·
2015 ·
2016 ·
2017 ·
2018 ·
2019 ·
2020 ·
2021 ·
2022 ·
2023
- Nederland (Top 40)
- Nederland (Single Top 100)
- Nederland (3FM Mega Top 50)
- Nederland (iTunes Top 30)
- Nederland (Kink 40)
- Vlaanderen (Radio 2 Top 30)
- Vlaanderen (Ultratop 50)
- Vlaanderen (Top 30 van Ultratop)
- Vlaanderen (De Afrekening)
- Wallonië
- Australië
- Canada
- Denemarken
- Duitsland
- Finland
- Frankrijk
- Ierland
- Italië
- Luxemburg
- Nieuw-Zeeland
- Noorwegen
- Oostenrijk
- Polen
- Portugal
- Spanje
- Verenigd Koninkrijk
- Verenigde Staten (Hot 100)
- Zweden
- Zwitserland